# ブライス・ミッチェル
ブライス・ミッチェル（Bryce Mitchell、1994年10月4日 - ）は、アメリカ合衆国の男性総合格闘家。アーカンソー州テクサーカナ出身。バラタMMA所属。

## 来歴
高校時代はバスケットボールとレスリングで活躍し、レスリングでは7A州選手権で2位、6A州選手権で4位に輝いた。

### 総合格闘技
2015年、プロ総合格闘技デビュー。ローカル団体で9戦9勝8一本勝ちを記録。

### TUF
2018年5月、リアリティ番組「The Ultimate Fighter」のシーズン27に参加。ダニエル・コーミエ率いるチーム・コーミエに所属。フェザー級トーナメント1回戦でジェイ・クッチニエッロと対戦し、3-0の判定勝ち。2回戦でブラッド・カトナと対戦し、リアネイキドチョークで3R一本負け。

### UFC
2018年7月6日、UFC初参戦となったThe Ultimate Fighter 27 Finaleでタイラー・ダイアモンドと対戦し、2-0の判定勝ち。
2019年3月23日、UFC Fight Night: Thompson vs. Pettisでボビー・モフェットと対戦し、3-0の判定勝ち。ファイト・オブ・ザ・ナイトを受賞した。
2019年12月7日、UFC on ESPN: Overeem vs. Rozenstruikでマット・セイルズと対戦し、ツイスターで1R一本勝ち。パフォーマンス・オブ・ザ・ナイトを受賞し、UFC史上2人目となるツイスターでの勝利を飾った。また、ミッチェルはこの試合で同年のUFCサブミッション・オブ・ザ・イヤーを受賞した
2022年3月5日、UFC 272でフェザー級ランキング10位のエジソン・バルボーザと対戦。左ストレートでダウンを奪いグラウンドの攻防で終始圧倒し、ジャッジ3者が3-0（30-25、30-26、30-27）を付ける内容で大差の判定勝ち。
2022年12月10日、UFC 282でフェザー級ランキング14位のイリア・トプリアと対戦し、肩固めで2R一本負け。キャリア初黒星を喫した。
2023年9月23日、UFC Fight Night: Fiziev vs. Gamrotでフェザー級ランキング12位のダン・イゲと対戦し、3-0の判定勝ち。
2023年12月16日、負傷欠場したギガ・チカゼの代役を受けUFC 296でフェザー級ランキング6位のジョシュ・エメットと対戦し、右フックで1R失神KO負け。

## 人物・エピソード
- UFC Fight Night: Hall vs. Silvaのアンドレ・フィリ戦では、UFCがユニフォーム制度を導入して以来初となるカスタムショーツ（迷彩のショーツ）を着用して試合を行った[9]。
- エジソン・バルボーザ戦後のインタビューで、ファイトマネーの半額の45000ドルを、地元アーカンソー州のホームレスや闘病中の子供達へ寄付することを発表すると、UFC代表のダナ・ホワイトはこれを称賛しミッチェルの代わりに45000ドルを寄付することを表明した[10]。
- キリスト教信者であり、聖書を持参してケージインする。また、天動説、地球平面説を支持している。

## 戦績
| 総合格闘技 戦績 | 総合格闘技 戦績 | 総合格闘技 戦績 | 総合格闘技 戦績 | 総合格闘技 戦績 | 総合格闘技 戦績 | 総合格闘技 戦績 |
| --------------- | --------------- | --------------- | --------------- | --------------- | --------------- | --------------- |
| 22 試合         | (T)KO           | 一本            | 判定            | その他          | 引き分け        | 無効試合        |
| 18 勝           | 1               | 9               | 8               | 0               | 0               | 0               |
| 3 敗            | 1               | 2               | 0               | 0               | 0               | 0               |

| 勝敗 | 対戦相手                 | 試合結果                         | 大会名                                                              | 開催年月日     |
| ○    | サイード・ヌルマゴメドフ | 5分3R終了 判定3-0                | UFC on ABC 9: Whittaker vs. de Ridder                               | 2025年7月26日  |
| ×    | ジェアン・シウバ         | 2R 3:52 ニンジャチョーク         | UFC 314: Volkanovski vs. Lopes                                      | 2025年4月12日  |
| ○    | クロン・グレイシー       | 3R 0:39 KO（グラウンドの肘打ち） | UFC 310: Pantoja vs. Asakura                                        | 2024年12月7日  |
| ×    | ジョシュ・エメット       | 1R 1:57 KO（右フック）           | UFC 296: Edwards vs. Covington                                      | 2023年12月16日 |
| ○    | ダン・イゲ               | 5分3R終了 判定3-0                | UFC Fight Night: Fiziev vs. Gamrot                                  | 2023年9月23日  |
| ×    | イリア・トプリア         | 2R 3:10 肩固め                   | UFC 282: Błachowicz vs. Ankalaev                                    | 2022年12月10日 |
| ○    | エジソン・バルボーザ     | 5分3R終了 判定3-0                | UFC 272: Covington vs. Masvidal                                     | 2022年3月5日   |
| ○    | アンドレ・フィリ         | 5分3R終了 判定3-0                | UFC Fight Night: Hall vs. Silva                                     | 2020年10月31日 |
| ○    | チャールズ・ローザ       | 5分3R終了 判定3-0                | UFC 249: Ferguson vs. Gaethje                                       | 2020年5月9日   |
| ○    | マット・セイルズ         | 1R 4:20 ツイスター               | UFC on ESPN 7: Overeem vs. Rozenstruik                              | 2019年12月7日  |
| ○    | ボビー・モフェット       | 5分3R終了 判定3-0                | UFC Fight Night: Thompson vs. Pettis                                | 2019年3月23日  |
| ○    | タイラー・ダイアモンド   | 5分3R終了 判定2-0                | The Ultimate Fighter 27 Finale                                      | 2018年7月6日   |
| ○    | ホセ・マリスカル         | 5分3R終了 判定3-0                | V3 Fights: Willis vs. Norwood 【V3 Fightsフェザー級タイトルマッチ】 | 2017年6月17日  |
| ○    | アイザック・ウェア       | 1R 1:30 リアネイキドチョーク     | V3 Fights: Mitchell vs. Ware 【V3 Fightsフェザー級王座決定戦】      | 2017年1月14日  |
| ○    | ブランドン・フィリップス | 2R 3:14 三角絞め                 | WSOF 33                                                             | 2016年10月7日  |
| ○    | ボビー・タイラー         | 1R 3:10 三角絞め                 | V3 Fights: Sanders vs. Anders                                       | 2016年6月18日  |
| ○    | ホルヘ・メディナ         | 1R 1:02 リアネイキドチョーク     | WSOF 33                                                             | 2016年1月23日  |
| ○    | クリス・キュリー         | 1R 3:39 腕ひしぎ十字固め         | V3 Fights: Hall vs. Shelton                                         | 2015年9月26日  |
| ○    | トニー・ウィリアムズ     | 1R 4:31 リアネイキドチョーク     | V3 Fights: Sanders vs. Anders                                       | 2015年6月20日  |
| ○    | ジェシー・サンダーソン   | 1R 2:09 リアネイキドチョーク     | AXS TV Fights RFA vs. Legacy Superfight                             | 2015年5月8日   |
| ○    | シェルドン・スミス       | 1R 3:01 リアネイキドチョーク     | V3 Fights: Johnson vs. Kennedy                                      | 2015年1月24日  |

## 獲得タイトル
- V3 Fightsフェザー級王座（2017年）

## 表彰
- UFC ファイト・オブ・ザ・ナイト（1回）
- UFC パフォーマンス・オブ・ザ・ナイト（1回）
- UFC サブミッション・オブ・ザ・イヤー（2019年/マット・セイルズ戦）